# Чахець
Чахець (біл. Чахец) — село в Білорусі, у Пружанському районі Берестейської області. Орган місцевого самоврядування — Шонівська сільська рада.

## Географія
Розташоване за 10 км на південь від Пружан.

## Історія
На початку 1860-х років у селі була записана пісня «Од села до села», яка була створена на основі фрагменту поеми Тараса Шевченка «Гайдамаки». У 1943 році німці спалили в селі 89 дворів і вбили 47 мешканців.

## Населення
За переписом населення Білорусі 2009 року чисельність населення села становила 116 осіб.